# Caroline Williams
Caroline Williams, född 27 mars 1957 i Rusk County, Texas, är en amerikansk skådespelerska.
Williams är mest känd som skådespelare i skräckfilmer.

## Roller i urval
- 1986 – Motorsågsmassakern 2
- 1987 – Hunter (TV-serie) (1 avsnitt)
- 1987 – Lagens änglar (TV-serie) (2 avsnitt)
- 1989 – Livsfarligt spel
- 1989 – The Stepfather 2
- 1990 – Days of Thunder
- 1990 – Mannen med läderansiktet – Texas Chainsaw Massacre III (cameoroll)
- 1992 – Mord och inga visor (TV-serie) (2 avsnitt)
- 1996 – Cityakuten (TV-serie) (1 avsnitt)
- 1996 – Kära Susan (TV-serie) (1 avsnitt)
- 1997 – Sabrina tonårshäxan (TV-serie) (1 avsnitt)
- 2000 – Grinchen – julen är stulen
- 2003 – The District (TV-serie) (1 avsnitt)
- 2009 – Halloween II
- 2010 – Grey's Anatomy (TV-serie) (1 avsnitt)
- 2016 – Sharknado: The 4th Awakens
- 2023 – Renfield